# 6937 Valadon
För andra betydelser, se Valadon.
6937 Valadon eller 1010 T-2 är en asteroid i huvudbältet som upptäcktes den 29 september 1973 av den nederländsk-amerikanske astronomen Tom Gehrels och det nederländska astronomparet Ingrid van Houten-Groeneveld och Cornelis Johannes van Houten vid Palomarobservatoriet. Den är uppkallad efter den franska målaren Suzanne Valadon.
Asteroiden har en diameter på ungefär 11 kilometer.